# PFK Turan Tovuz
Maillots
Actualités
Le Paşakar Futbol Klubu Turan Tovuz (en azéri : Peşəkar Futbol Klubu Turan Tovuz), plus couramment abrégé en PFK Turan Tovuz, est un club azerbaïdjanais de football fondé en 1992 et basé dans la ville de Tovuz.

## Histoire
Fondé par Vidadi Ahmadov le 23 février 1992, le club a été le premier club de football professionnel azerbaïdjanais sous le nom de Turan Tovuz. Cependant, depuis 1997, le club s'est retrouvé à glisser de plus en plus dans le classement, ce qui était influencé par des difficultés financières.
Au cours de la saison 2011–2012, Turan s'est terminé à la 11e position de la Premier League d'Azerbaïdjan, le plus bas classement du club en championnat. Au cours de la saison 2012-2013, Turan a été relégué pour la première fois de son histoire dans la Première Division d'Azerbaïdjan, après vingt ans dans l'élite.
En 2013, les propriétaires du club ont décidé de changer le nom du club en Turan-T. Le club a restauré son nom quelques mois plus tard.
1994 : 1re participation à une Coupe d'Europe (C3) (saison 1994/95)
Le 29 mars 2025, lors de la 28e journée de la saison 2024-2025 de la Première Ligue, Turan Tovuz a joué son 100e match anniversaire, qui s'est terminé par une victoire 1-4 de Qarabağ.

## Palmarès
| Compétitions nationales |
| --- |
| - Championnat d'Azerbaïdjan (1) : - Champion : 1993-94. - Vice-champion : 1994-95. - Supercoupe d'Azerbaïdjan : - Finaliste : 1995. |

## Académie des jeunes
Au fil des ans, Turan a été une équipe nourricière pour l'équipe nationale azerbaïdjanaise, fournissant des joueurs talentueux comme Elvin Mammadov, Nadir Nabiev, Javid Huseynov et Budag Nasirov.

## Gestionnaires
- Zahid Huseynov (1992)

- Ruslan Abdullayev (1992–93)

- Kazbek Tuayev (1993–95)

- Khanoglan Abbasov (1995–00)

- Boyukaga Agaev (2000–01)

- Nizami Sadigov (2001–02)

- Naci Şensoy (2002–03)

- Nizami Sadigov (2003–04)

- Naci Şensoy (2004–05)

- Sakit Aliyev (2005–07)

- Salahattin Darvand (2007–08)

- Etimad Gurbanov (2008–09)

- Nizami Sadigov (2009–10)

- Sakit Aliyev (2010)

- Revaz Dzodzouachvili (2010)

- Naci Şensoy (2010–11)

- Asgar Abdullayev (juillet 2011 – 12)

- Afghan Talibov (2012–13)

- Nadir Nabiyev (2013–2014)

- Badri Kvaratskhelia (2014)

- Nizami Sadigov (2015–2016)

- Asgar Abdullayev (2016–2018)

- Eltay Aslanov (2018–2019)

- Ilham Yadullayev (2019–présent)

## Personnalités du club

### Présidents du club
- Nadir Nabiyev

### Entraîneurs du club
- Eltay Aslanov